# Francesca Bertini

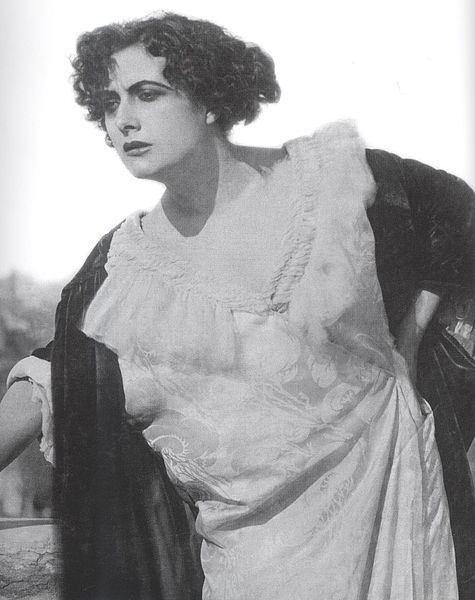
En la película de 1915 Assunta Spina, dirigida por ella y por Gustavo Serena..

Francesca Bertini, seudónimo de Elena Seracini Vitiello (Prato, 5 de enero de 1892 - Roma, 13 de octubre de 1985) fue una actriz italiana de cine mudo, género en el que trabajó en más de noventa películas. Fue una de las más famosas estrellas del primer cuarto del siglo XX.

## Biografía
De pequeña, fue adoptada por una pareja de artistas que se estaba trabajando en Florencia: el trovarobe (‘encuentra cosas’) napolitano Arturo Vitiello
y la actriz cómica de teatro fiorentina Adelaide Frataglioni.
Le dieron el nombre de Elena Seracini Vitiello.
Bertini comenzó a trabajar como actriz desde niña, principalmente en Nápoles, donde vivía con su familia.
En 1904, a la edad de 12 años, se mudó a Roma, donde mejoró sus dotes actorales, especialmente en escenarios de teatro y trató de entrar en la floreciente industria del cine en Italia.
Con la obra maestra del cine mudo Assunta Spina (en 1915) estuvo a cargo del guion y del papel protagónico.
Bertini se convirtió en una estrella popular internacionalmente, y las mujeres de todo el mundo trataban de imitar su sofisticación.
En 1915 ganó 175 000 dólares, lo cual fue un récord en su época.
Recién el año siguiente Mary Pickford ganaría una suma de ese monto.
Bertini inventó las manera actual de ser de una actriz de cine, convirtiendo a la diva en algo más sobrio, evitando los gestos ampulosos y las maneras histéricas y caprichosas de las divas de su época.
Ella fue una de las primeras actrices de cine que apuntó al realismo, en vez del estereotipo dramático de moda en esa época. Fue un anticipo de los cánones neorrealistas.
La clave de su éxito fue la expresión de sentimientos más genuinos.
Realizaba con la misma soltura la lánguida heroína decadente y la mujer común más de pueblo.
Otros papeles importantes fueron Odette, Fedora, Tosca y La dama de las camelias.
Francesca Bertini encarnaba el personaje de la mujer pasional y más allá de la moda. Su productor tuvo la idea de hacerle realizar una serie de siete filmes inspirados en la novela Los siete pecados capitales de Eugène Sue (1804-1857), cada uno dedicado a un pecado mortal: así la diva podría expresarse en toda la gama de las pasiones. Después de anunciada, la película tuvo una gran cantidad de pedidos. Pero cuando en 1919 salió la primera película de la serie, no tuvo el éxito comercial esperado.
Bertini entró finalmente en el cine sonoro, pero mientras tanto el cine italiano había cambiado: estaban de moda las comedias de teléfono blanco y comenzó el periodo de crisis con la extrema censura del fascismo. Durante la Segunda Guerra Mundial el cine tuvo un verdadero impasse. Después de la guerra, una nueva generación de directores y actores jóvenes se hicieron cargo de la industria del cine en Italia. Sin embargo, Bertini todavía era considerada como muy popular y una de las mejores actrices vivas. A fines de los años cuarenta, la cinematográfica Fox le ofreció un contrato para ir a vivir a Hollywood, pero ella se negó: se había casado con el millonario banquero suizo Alfred Paul Cartier y se mudó con él a Suiza. Cuando murió su esposo, ella regresó a Roma, donde permaneció hasta su muerte.
En los años sesenta y setenta apareció esporádicamente en televisión. Fue entrevistada, por ejemplo, por Mike Bongiorno y por Maurizio Costanzo, evocando con nostalgia sus épocas lejanas de triunfo. En 1976, Bernardo Bertolucci pudo convencerla de realizar un pequeño cameo (aparición casual), con ropa de monja, en su película Novecento. En 1982 aceptó realizar un reportaje en un documental.

## Filmografía selecta
- La dea del mare (1904).
- Lucrezia Borgia (1910).
- Idillio tragico (1912).

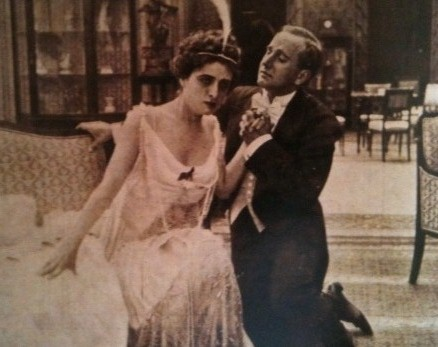
F. Bertini y Gustavo Serena en una foto publicitaria de la película de 1915 La signora delle camelie, adaptación dirigida por Serena de la novela homónima de Dumas.

- Histoire d'un pierrot (1913, de Baldassarre Negroni).
- Tramonto (1913).
- Assunta Spina (1915).
- La dama de las camelias (1915).
- Fedora (1916).
- Odette (1916, dirigida por Giuseppe De Liguoro).
- La piccola fonte (1917, dirigida por Roberto Roberti).
- Malia (1917).
- Tosca (1918).
- La donna nuda (1918).
- I sette peccati capitali (1919):
  - L'orgoglio, dirigida por Edoardo Bencivenga).
  - L'avarizia, dirigida por Gustavo Serena).
  - La gola, dirigida por Camillo De Riso).
  - L'ira, dirigida por Alfredo De Antoni).
  - L'accidia, dirigida por Edoardo Bencivenga).
  - La lussuria, dirigida por Edoardo Bencivenga).
  - L'invidia, dirigida por Alfredo De Antoni
- La piovra (1919)
- Anima allegra (1919).
- Serpe (1919) dirigida por Roberto Roberti).
- La fanciulla di Amalfi (1921).
- La fin de Monte Carlo (1926).
- Odette (1927)
- La possession (1929).
- Tu m'appartiens (1929).
- La femme d'une nuit (1930).
- La donna d'una notte (1933).
- Odette (1935).
- Dora, la espía (1943).
- Novecento (1976) dirigida por Bernardo Bertolucci).
- Behind the Screen: Stories of Cinema - The Last Diva (1982).
- Diva dolorosa (2000).